# Shut up (Oliver)
Shut up is een nummer van Oliver. Het nummer werd in 2008 uitgebracht met als doel deel te nemen aan Junior Eurosong 2008, de Belgische preselectie voor het Junior Eurovisiesongfestival. Na zowel in de eerste voorronde als in de halve finale als favoriet van de jury rechtstreeks doorgestuurd te worden, moest hij het in de finale op zaterdag 27 september 2008 opnemen tegen drie andere finalisten. Uiteindelijk won Oliver, waardoor hij zijn land mocht vertegenwoordigen op het Junior Eurovisiesongfestival 2008 in de Cypriotische stad Limasol. Daar werd hij uiteindelijk elfde op vijftien deelnemers, met 45 punten. Hij stond ook acht weken in de Ultratop 50.

## Discografie

### Ultratop 50
| Hitnotering: 11-10-2008 t/m 20-12-2008 | Hitnotering: 11-10-2008 t/m 20-12-2008 | Hitnotering: 11-10-2008 t/m 20-12-2008 | Hitnotering: 11-10-2008 t/m 20-12-2008 | Hitnotering: 11-10-2008 t/m 20-12-2008 | Hitnotering: 11-10-2008 t/m 20-12-2008 | Hitnotering: 11-10-2008 t/m 20-12-2008 | Hitnotering: 11-10-2008 t/m 20-12-2008 | Hitnotering: 11-10-2008 t/m 20-12-2008 |
| Week                                   | 1                                      | 2                                      | 3                                      | 4                                      | 5                                      | 6                                      | 7                                      | 8                                      |
| -------------------------------------- | -------------------------------------- | -------------------------------------- | -------------------------------------- | -------------------------------------- | -------------------------------------- | -------------------------------------- | -------------------------------------- | -------------------------------------- |
| Nummer                                 | 34                                     | 19                                     | 23                                     | 32                                     | 39                                     | 32                                     | 29                                     | 43                                     |